# Драгољуб Вирић
Драгољуб Вирић (Крива Река, 1896—1975) био је земљорадник, учесник Првог светског рата и носилац Карађорђеве звезде са мачевима.
Рођен је 1896. године у Кривој Реци, општина Чајетина, у породици земљорадника Михаила и Андријане. Од многобројне деце у кући, једини је похађао основну школу у Мачкату. Као војни обвезник последње ратне мобилизације 1915. године, отишао је на ратиште у саставу IV пешадијског пука кадровског коме се придружила и група добровољаца из Криве Реке, Мачката и Рожанства, окупљена око Пана Стопића. 
За своју храброст и јунаштво на Солунском фронту, у периоду од августа до децембра 1916. године, на предлог својих старешина одликован је Карађорђевом звездом са мачевима.
Током Другог светског рата сматрао је за дужноста да буде на страни краља, коме је положио заклетву и био је председник равногорског одбора у свом селу. Умро је 1975. године.